# مرهمی (سرده)
مرهمی (نام علمی: Sanicula) نام یک سرده از تیره چتریان است.